# The Best Damn Thing

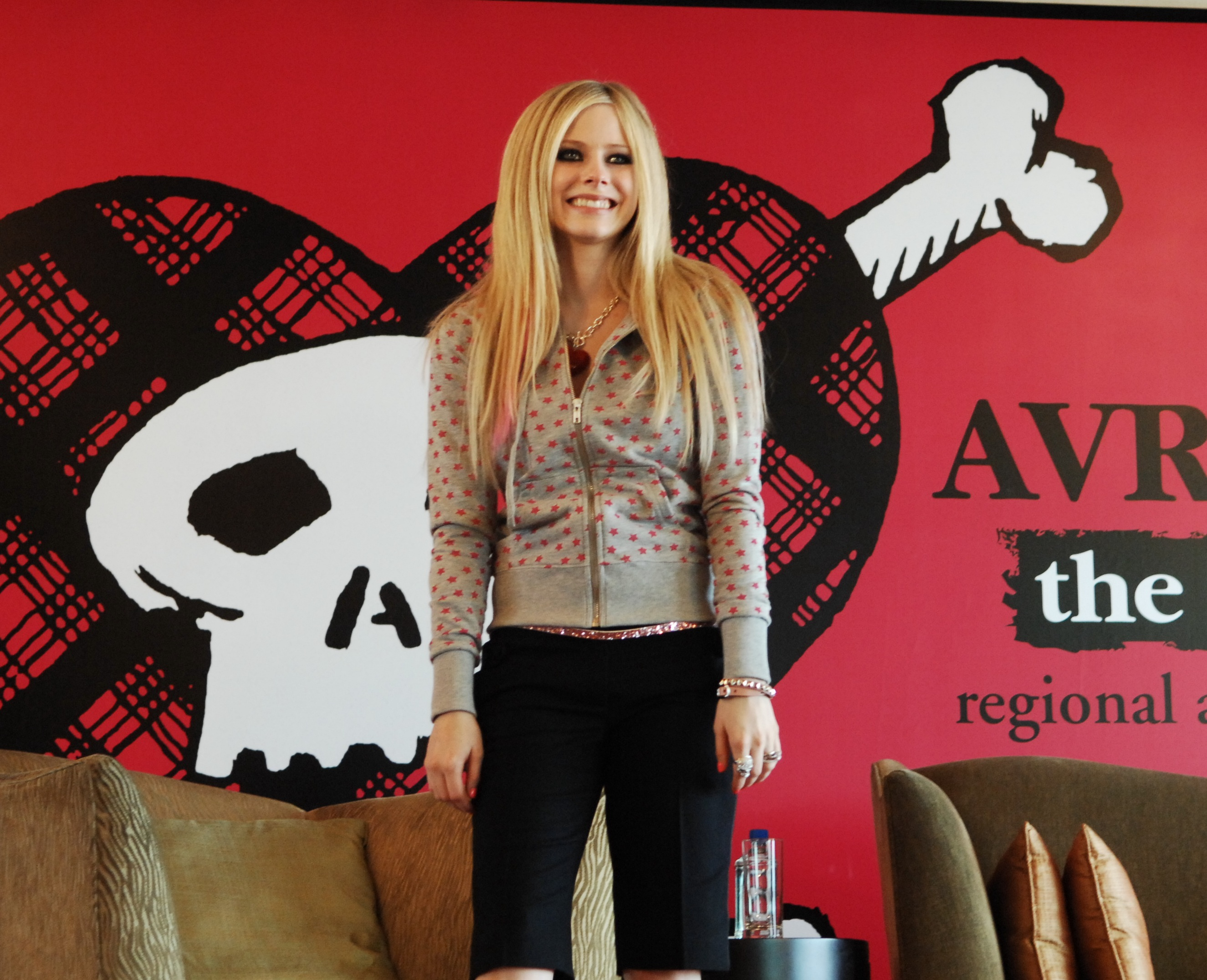
Avril Lavigne w Hongkongu podczas promocji krążka "The Best Damn Thing"

The Best Damn Thing (ang. "Najlepsza, cholerna rzecz") – trzecia solowa płyta Avril Lavigne. Singlem promującym krążek jest utwór "Girlfriend".
Producentami płyty są: Lukasz Gottwald (znany ze współpracy z Kelly Clarkson, P!nk, Lady Sovereign i Daughtry), były mąż Kanadyjki Deryck Whibley z zespołu Sum 41, Rob Cavallo (tworzył z Green Day, Goo Goo Dolls, My Chemical Romance i Jewel), solista Butch Walker oraz sama Avril.
Pierwsza, oficjalna premiera albumu odbyła się w Kanadzie. W ottawskim radiu "Hot 89.9", 14 kwietnia o godzinie 18 czasu lokalnego puszczono cały album. Premiera pierwszego singla początkowo była planowana na styczeń. Ostatecznie jednak "Girlfriend" miało premierę 6 lutego, a teledysk dwadzieścia dni później – 26 lutego.
Polska premiera odbyła się 13 kwietnia.
18 kwietnia serwis AOL Music opublikował dema piosenek "Everything Back But You", "I Can Do Better" i "When You’re Gone". Pierwszy koncert, podczas którego Lavigne wykonała na żywo część swoich nowych kompozycji odbył się w Calgary w Kanadzie. Było to widowisko dla 200 osób. Koncert został wyemitowany 2 kwietnia przez kanadyjską telewizję CBC.
Standardowa edycja albumu została ocenzurowana. Dotyczy to czterech piosenek: "Girlfriend", "I Can Do Better", "Everything Back But You" i "I Don’t Have To Try". W "I Can Do Better", pojawiające się cztery razy słowo "shit" zastąpiono dźwiękiem, tymczasem w "Everything Back But You" słowa "bitch" i "slut" zostały zastąpione przez okrzyki: "hej, hej". Z kolei w piosence "Girlfiend" słowo "motherfucking" zastąpiono sentencją "one and only". A  "I Don’t Have To Try" słowa ''motherfucker'' Zostały zastąpione słowami ''get ready''. Tylko wersja CD/DVD zawiera te utwory nieocenzurowane.
Nagrania w Polsce uzyskały status złotej płyty.

## Lista utworów

### Wersja standardowa
1. "Girlfriend" (Avril Lavigne, Łukasz Gottwald) – 3:36
2. "I Can Do Better" (Avril Lavigne, Łukasz Gottwald) – 3:15
3. "Runaway" (Avril Lavigne, Lukasz Gottwald, Kara DioGuardi) – 3:48
4. "The Best Damn Thing" (Avril Lavigne, Butch Walker) – 3:09
5. "When You’re Gone" (Avril Lavigne, Butch Walker) – 4:00
6. "Everything Back But You" (Avril Lavigne, Butch Walker) – 3:02
7. "Hot" (Avril Lavigne, Evan Taubenfeld) – 3:23
8. "Innocence" (Avril Lavigne, Evan Taubenfeld) – 3:52
9. "I Don’t Have To Try" (Avril Lavigne, Łukasz Gottwald) – 3:17
10. "One Of Those Girls" (Avril Lavigne, Evan Taubenfeld) – 2:55
11. "Contagious" (Avril Lavigne, Evan Taubenfeld) – 2:09
12. "Keep Holding On" (Avril Lavigne, Łukasz Gottwald) – 4:01

### Wersja Japońska
1. "Alone" (Łukasz Gottwald, Lavigne, Max Martin) – 3:13
2. Teledysk "Girlfriend"

### iTunes Deluxe Edition
1. "I Will Be" (Łukasz Gottwald, Lavigne, Max Martin) – 3:59

### Limitowana wersja CD/DVD
(cztery piosenki w wersji nieocenzurowanej)
Album zawiera płytę DVD z następującą zawartością:
1. "The Making of The Best Damn Thing"
2. Galeria zdjęć

### iTunes Deluxe Edition
1. "When You’re Gone" (Acoustic Version)
2. "I Can Do Better" (Acoustic Version)
3. "When You’re Gone" Music Video
4. "Girlfriend" (The Submarines' Time Warp '66 Mix)
5. Więcej zdjęć z The Best Damn Thing

## Single
- "Keep Holding On"
- "Girlfriend"
- "When You’re Gone"
- "Hot"
- "The Best Damn Thing/Innocence"

## Teledyski
- "Girlfriend Remix (ft. Lil' mama)"
- "Girlfriend"
- "When You’re Gone"
- "Hot"
- "The Best Damn Thing"

## The Best Damn Tour
"The Best Damn Tour" to trasa koncertowa promująca 3 album Avril Lavigne.
Track Lista "The Best Damn Tour":
1. Girlfriend
2. I Can Do Better
3. Complicated
4. My Happy Ending
5. I’m with You
6. I Always Get What I Want
7. When You’re Gone
8. Innocence
9. Don’t Tell Me
10. Hot
11. Losing Grip
12. Bad Reputation
13. Everything Back But You
14. Runaway
15. Hey Mickey
16. The Best Damn Thing
17. I Don’t Have To Try
18. He Wasn’t
19. Girlfriend (Dr. Luke Remix)
20. Sk8er Boi